# エーベルハルト・ウェヒター
- エーベルハルト・ヴェヒター
- エバーハルト・ヴェヒター

エーベルハルト・ウェヒター（Eberhard Wächter, 1929年7月9日 - 1992年3月29日）は、オーストリアのバス・バリトン歌手。
ウィーン出身。1947年からウィーン音楽院でピアノと音楽理論を学んだが、1950年からエリザベート・ラドーに声楽を師事。1953年にウィーン・フォルクスオーパーでルッジェーロ・レオンカヴァッロの《道化師》の上演にシルヴィオ役として参加して初舞台を踏んだ。その翌年からウィーン国立歌劇場に所属し、1956年にはヴォルフガング・アマデウス・モーツァルトの《フィガロの結婚》のアルマヴィーヴァ伯爵役でロンドンのコヴェントガーデン王立歌劇場、《イドメネオ》のアルバーチェ役でザルツブルク音楽祭のそれぞれに初出演を果たした。1958年にはバイロイト音楽祭にリヒャルト・ヴァーグナーの《パルシファル》のアムフォルタス役を歌って初参加。1959年には《タンホイザー》のヴォルフラム役でパリ・オペラ座、1960年に《フィガロの結婚》のアルマヴィーヴァ伯爵でスカラ座やシカゴ・リリック歌劇場のそれぞれに初出演を果たした。1963年にはオーストリア政府から宮廷歌手の称号を贈られた。1987年からウィーン・フォルクスオーパーのディレクターとなる。1991年からウィーン国立歌劇場の共同ディレクターに転任した。
ウィーンにて心臓発作のために急逝。